# Treinincidentscenario

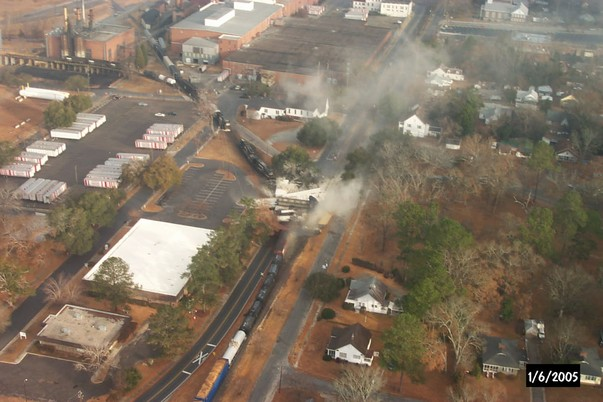
Een ernstig ongeval in Graniteville, South Carolina waarbij twee treinen op elkaar botsten en 9 mensen stierven door het inademen van chloorgas. Dit zou in Nederland geclassificeerd worden als TIS 4.4

Een Treinincidentscenario of TIS is een gestandaardiseerde typering voor een incident op of rond een spoorweg in Nederland. Het is in feite de spoorwegvariant van de Gecoördineerde Regionale Incidentbestrijdings Procedure. Een TIS regelt de benodigde opschaling, zowel van de hulpdiensten als van de spoorwegmaatschappij en spoorbeheerder (ProRail). De opschaling van de hulpdiensten kan per regio of locatie verschillen. De classificatie groot (grote brand) is een classificatie door ProRail en niet een classificatie (nader bericht) volgens de opschaling van hulpdiensten zoals brandweer. Wat ProRail een grote brand noemt hoeft dus niet per se een grote brand te zijn in de opschalingsmethodiek van de brandweer.

## Hoofdgroepen
De scenario's zijn ingedeeld in 5 groepen:
- TIS 1: Verstoring treindienst
- TIS 2: Brand
- TIS 3: Aanrijding of ontsporing
- TIS 4: Gevaarlijke stoffen
- TIS 5: Bommelding

Elke hoofdgroep is onderverdeeld in 4 subgroepen, oplopend van de kleinste omvang (1) naar de meest complexe situatie (4).

### TIS 1
TIS 1 betreft vrijwel altijd een bedrijfsmatige onderbreking voor de spoorwegen. In veruit de meeste gevallen is de inzet van hulpdiensten niet noodzakelijk. Als deze verstoring het gevolg is van een ander incident (bijvoorbeeld een aanrijding waarbij de bovenleiding wordt beschadigd), worden de hulpdiensten gealarmeerd op basis van het TIS scenario dat bij dat andere incident hoort.
- TIS 1.1: een storing waarbij vertragingen ontstaan van tussen 5 en 30 minuten.
- TIS 1.2: een storing waarbij vertragingen ontstaan van meer dan 30 minuten.
- TIS 1.3: totale versperring.
- TIS 1.4: totale versperring met uitstraling naar een groot gedeelte van het land.

### TIS 2
Bij TIS 2 gaat het om scenario's waarbij sprake is van brand.
- TIS 2.1: een bermbrand.
- TIS 2.2: een kleine brand in een trein of station.
- TIS 2.3: een grote brand in een trein.
- TIS 2.4: een grote brand in een station of tunnel.

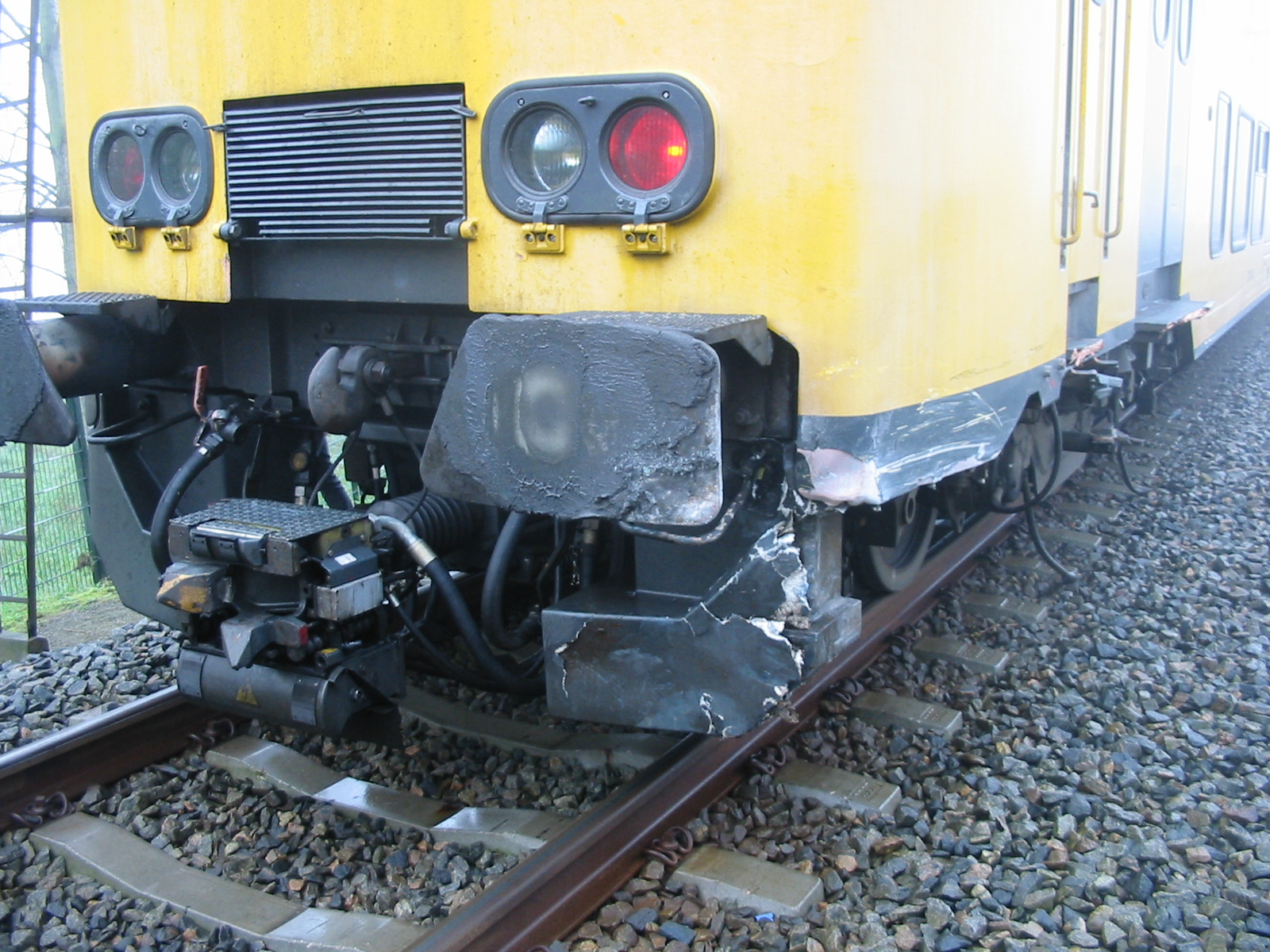
Schade aan een trein door aanrijding met een auto bij Gouda op 4 november 2008, een TIS 3.2

### TIS 3
TIS 3 beschrijft scenario's voor aanrijdingen en botsingen waarbij slachtoffers betrokken zijn, variërend van een aanrijding met één klein voertuig tot een zeer ernstige aanrijding waarbij meerdere slachtoffers betrokken zijn en de trein of delen daarvan ernstig beschadigd zijn.
- TIS 3.1: aanrijding trein met een persoon, fiets, bromfiets of ander klein voorwerp.
- TIS 3.2: aanrijding trein met rangeerdeel of klein wegvoertuig (auto / bestelbus en dergelijke).
- TIS 3.3: ontsporing met slachtoffers of aanrijding tussen een trein met een andere trein of een groot wegvoertuig (bus/vrachtauto) waardoor wagenstellen niet vervormd, gekanteld of gestapeld zijn.
- TIS 3.4: ontsporing met slachtoffers of aanrijding tussen een trein met een andere trein, een groot wegvoertuig of object waardoor wagenstellen vervormd, gekanteld of gestapeld zijn.

### TIS 4
TIS 4 is gereserveerd voor de gevaarlijke stoffen. 
- TIS 4.1: een klein ongeval met gevaarlijke stoffen, zoals een druppelende afsluiter of blazende veiligheid.
- TIS 4.2: een brand waarbij een gevaarlijke stof betrokken is.
- TIS 4.3: een ontsnapping van een gevaarlijke stof waarbij de effecten beperkt blijven tot het brongebied.
- TIS 4.4: een ongeval met gevaarlijke stoffen waarbij duidelijk sprake is van een effectgebied.

### TIS 5
Met TIS 5 worden de scenario's beschreven waarin sprake is van bommelding, bomvinding of bomexplosie. 
- TIS 5.1: anonieme bommelding of verdacht gedrag.
- TIS 5.2: verdacht voorwerp of bomvinding op de vrije baan.
- TIS 5.3: verdacht voorwerp of bomvinding in trein op station, op station of in tunnel.
- TIS 5.4: bomexplosie in trein, station of in tunnel.